# Нілаканта Сомаяджі
Келаллур Нілаканта Сомаяджі (14 червня 1444, Тирур, Індія — 1544) — середньовічний індійський астроном та математик XV—XVI століть, учасник Керальської школи астрономії та математики в провінції Керала (південна Індія). Відомий астрономічною працею «Тантрасанграха» (1500), в якій викладено значні досягнення керальської школи в астрономії та математиці. Приставка «Сомаяджі» позначає почесний титул посвяченого у ведичній традиції.

## Життєпис
Один з небагатьох представників керальської школи, про життя яких нехай небагато, але відомо. У кількох своїх працях («сіддхантах») він згадує, що народився, в перерахунку на сучасний календар, 1444 року, а в середньовічних індійських творах стверджується, що він прожив рівно сто років. У сіддхантах «Ар'ябхатія-бхаш'я» і «Лагурамаяна» повідомляє, що походить із брамінського роду («готри») Келаллур, згадує ім'я свого батька (Джатаведас), брата (Санкара), дружини (Ар'я) та двох синів (Рама, Дакшина).
Астрономію та математику вивчав під керівництвом Дамодари. Серед учнів самого Нілаканти, за деякими відомостями, був знаменитий малайський поет Тунджатту Ежуттаччан.

## Наукова діяльність
1500 року Нілаканта у своїй «Тантрасанграсі» запропонував модифікацію системи світу, раніше описаної Аріабгатою. У своїй праці Аріабхатья-бхаш'я, коментарях до Аріабхатьї, він запропонував модель, де планети Меркурій, Венера, Марс, Юпітер і Сатурн обертаються навколо Сонця, а воно, своєю чергою, навколо Землі. Ця геогеліоцентрична система нагадує тихонічну систему, яку запропонував Тихо Браге наприкінці XVI століття. Більшість астрономів Керальської школи прийняли його модель.
У «Тантрансаграсі» Нілаканта переробив і уточнив свою модель світу і вперше навів розклади тригонометричних функцій у нескінченний ряд; автором цих розкладів, найпевніш, був Мадгава зі Санґамаґрами. Побудована Нілакантою математична модель руху внутрішніх планет (Меркурія та Венери) була найточнішою аж до відкриттів Кеплера.

## Праці
До основних праць Нілаканти належать:
1. Тантрасанграха[en].
2. Голасара, базовий посібник з астрономії.
3. Сіддхантадарпана, короткий астрономічний довідник.
4. Чандрачхаяганіта, посібник із 32 віршів, зокрема, щодо користування сонячним годинником.
5. Ар'ябхатья-бхаш'я, коментар до основної роботи Аріабгати.
6. Сіддхантадарпана-в'ях'я, доповнення до праці Сіддхантадарпана.
7. Чандрачхаяганіта-в'ях'я, доповнення до праці Чандрачхаяганіта.
8. Сундарая-прасноттара, відповіді на питання авторитетного тамільського астронома Сундараї.
9. Граханаді-гранта, обґрунтування необхідності перегляду кількох астрономічних констант.
10. Грахапаріксакрама, опис методики перевірки астрономічних обчислень за допомогою регулярних спостережень.
11. Джьотірмімамса, курс астрономії.